# Liste der meistverkauften Jazzalben in Deutschland

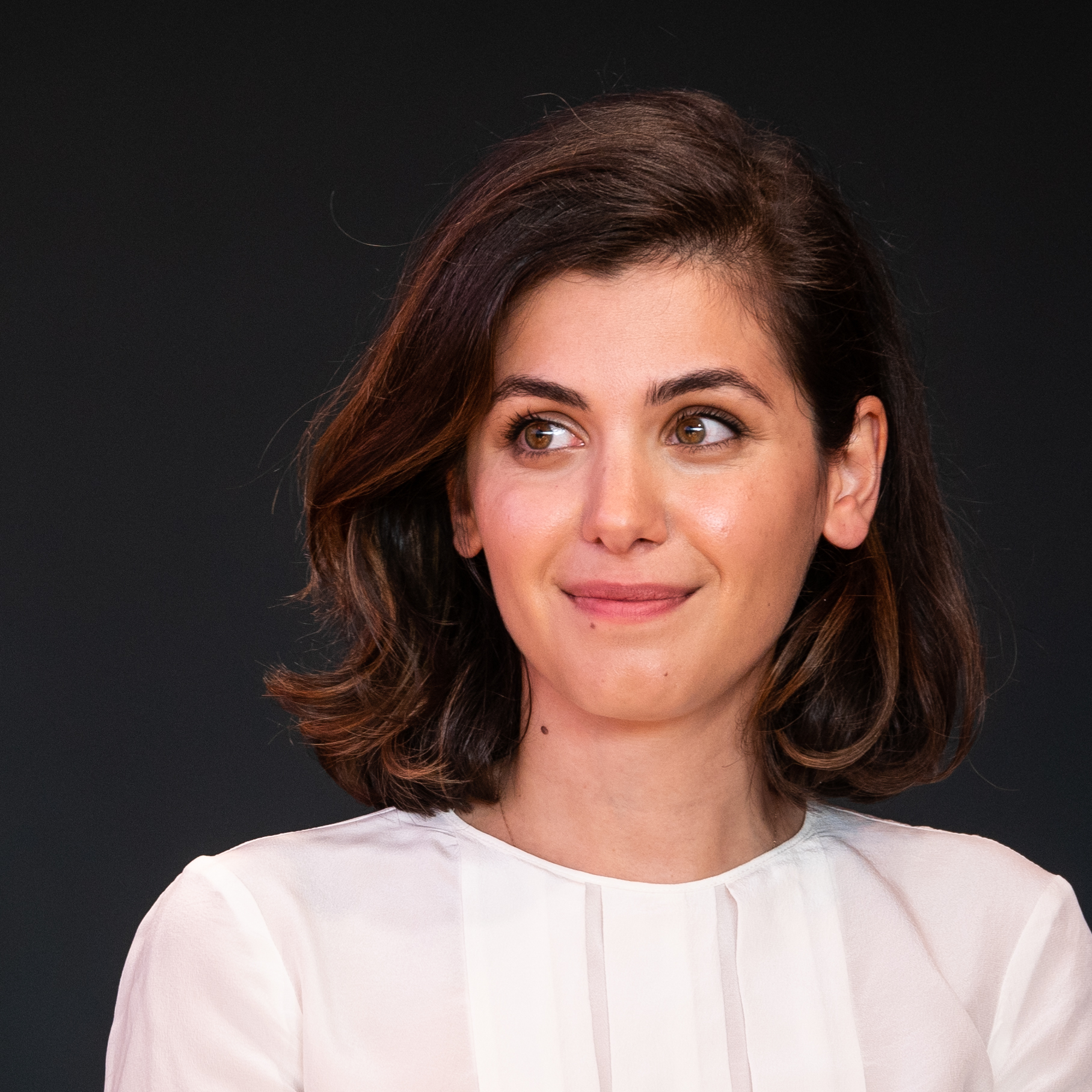
Katie Melua (2017)

Die Liste der meistverkauften Jazzalben in Deutschland ist eine Übersicht aller Jazz-Musikalben, die in Deutschland Gold- und Platinauszeichnungen des Bundesverbands der Musikindustrie (BVMI) für über 20.000 verkaufte Exemplare erhielten. Als Interessensvertreter der deutschen Musikindustrie vergibt dieser Verband seit 1975 derartige Zertifizierungen für kommerziell erfolgreiche Musikalben. Das erfolgreichste ausgezeichnete Werk stammt von der britisch-georgischen Sängerin Katie Melua und wurde im Jahr 2005 veröffentlicht. Ihr zweites Studioalbum Piece by Piece verkaufte sich über 800.000 Mal. Das älteste ausgezeichnete Werk stammt aus dem Jahr 1962 und kommt von der griechischen Sängerin Nana Mouskouri (Nana Mouskouri in New York). Das erste Album, das die 100.000-Marke überschritt, stammt von Al Di Meola, John McLaughlin und Paco de Lucía, deren Gemeinschaftsalbum Friday Night in San Francisco die Schwelle im Jahr 1990 überschritt.

## Hinweise zur Interpretation der aufgeführten Statistiken
Diese Liste beinhaltet Interpreten, deren Musikalben vom BVMI für mindestens 20.000 verkaufte Einheiten ausgezeichnet wurden. Der BVMI vergibt offiziell Gold- und Platinauszeichnungen seit dem 1. Januar 1975 für Audioprodukte. Die betroffenen Plattenfirmen müssen die Zertifizierungen beantragen, eine automatische Vergabe der Auszeichnungen erfolgt nicht. Es erfolgten bereits vor dem Jahr 1975 Plattenauszeichnungen durch den jeweiligen Tonträgerhersteller, allerdings nicht nach einheitlichen und offiziell geprüften Kriterien. Nach einer Richtlinie vom 1. Januar 1976 wird die Anzahl der gewerteten Verkäufe nach den an den Handel verkauften Einheiten ermittelt, die der GEMA oder einer anderen Verwertungsgesellschaft der Urheber als Inlandsverkäufe gemeldet wurden.
Die Musikalben finden sich in der nachfolgenden Tabelle absteigend nach ihren zertifizierten Verkäufen sowie aufsteigend nach dem Veröffentlichungsjahr wieder. In der Tabelle finden sich Informationen über die Albentitel, die Interpreten, das Musiklabel, das Veröffentlichungsjahr („Jahr VÖ“) sowie das Jahr der Höchstauszeichnung („Jahr Ausz.“), die Höchstauszeichnung und die Höhe der zertifizierten Verkäufe wieder. Die Liste berücksichtigt alle Musikalben, die mit einem Jazz-Award für mindestens 20.000 verkaufte Einheiten ausgezeichnet wurden sowie Musikalben die Plattenauszeichnungen für Musikalben erhielten und von Fachportalen beziehungsweise -zeitschriften als Jazzalben eingestuft wurden oder sich in den deutschen Jazzcharts platzieren konnten. Bei den Angaben in der Spalte „Zertifizierte Verkäufe“ handelt es sich um eine Mindestanzahl an verkauften Tonträgern des jeweiligen Werkes. Da für die Auszeichnungen feste Verleihungsgrenzen bestehen, können die reellen Verkäufe der jeweiligen Tonträger etwas höher – also zwischen der ausgezeichneten und der nächsten Verleihungsgrenze – ausfallen.
Darüber hinaus fließen bei Musikalben deren Erstveröffentlichung nach dem 1. Januar 2016 erfolgten auch Musikstreamings mit in die Absatzstatistik ein. Es fließen jedoch nur „Premium-Streamings“ der entsprechenden Online-Musikdienste mit einem bestimmten „Umrechnungsfaktor“ ein. Für die Berechnung des Albumäquivalents werden nur die zwölf meistgespielten Titel eines Albums gewertet. Die beiden meistgespielten Stücke werden dabei nicht mit den tatsächlich erzielten „Streams“ berücksichtigt, sondern nur mit der durchschnittlichen Menge der zehn folgenden Titel. Die hierbei ermittelten Premium-Streamings – die über 30 Sekunden gestreamt wurden – wurden im Zeitraum vom 1. Januar 2016 bis zum 5. April 2018 mit einem Faktor von 1000:1 und seit dem 6. April 2018 mit einem Faktor von 2000:1 bei Musikalben berücksichtigt.

## Problematik
Da der BVMI erst seit dem 1. Januar 1975 Gold- und Platinauszeichnungen für einen großen Teil der Musikprodukte am Markt verleiht, kommt es dazu, dass Musikalben, deren Höhepunkt vor 1975 lag, nicht in dieser Liste auftauchen, wenn diese keine nachweisliche Erwähnung in Fachzeitschriften oder Fachliteratur fanden. Des Weiteren werden nur diejenigen vielverkauften Bild- und Tonträger ausgezeichnet, die beim BVMI angemeldet und registriert wurden und daher Gold- und/oder Platinauszeichnungen erhielten.

## Verleihungsgrenzen der Tonträgerauszeichnungen
Seit dem 24. September 1999 finden – aufgrund abnehmender Verkaufszahlen – in unregelmäßigen Abständen Anpassungen der Verleihungsgrenzen für Musikalben statt. Die Auszeichnungen richten sich nach dem jeweiligen Veröffentlichungsdatum des Tonträgers, nicht nach dem Datum der Zertifizierung. So wird beispielsweise ein Album, das 1980 erschien, heutzutage mit einer Goldenen Schallplatte für über 250.000 und nicht für 100.000 verkaufte Einheiten ausgezeichnet.
In Deutschland gibt es die Besonderheit, dass zwischen Platinauszeichnungen nochmals Goldene Schallplatten verliehen werden. Einzig die AMPROFON in Mexico verfolgt auch dieses Verleihungssystem. Üblicherweise erfolgen zwischen den einzelnen Platin-Schallplatten keine weiteren Auszeichnungen, bis zur Verleihung einer Diamantenen Schallplatte. In Deutschland werden ebendiese für Musikalben und Singles verliehen, alle anderen Tonträger werden in Deutschland nicht mit Diamantenen Schallplatten ausgezeichnet. In Ländern wie Polen stellt die Diamantene Schallplatte die höchste Auszeichnungsstufe dar. In Deutschland ist dies nicht der Fall. Erhält beispielsweise ein Album von der BVMI eine Diamantauszeichnung für 750.000 verkaufte Exemplare, erreicht später jedoch die Achthunderttausend-Marke, wird die Diamantauszeichnung von einer vierfachen Platinauszeichnung als Höchstauszeichnung abgelöst. Genrespezifisch erfolgen für Jazztonträger eigene Verleihungen. Jazztonträger, die nicht die Schwelle für reguläre Gold- und Platinauszeichnungen erreichen, werden mit dem sogenannten „Jazz-Award“ ausgezeichnet. Dieser wird ab einer Mindestverkaufsmenge von 10.000 Produkten verliehen. Die weiteren Auszeichnungsschwellen erfolgen in zehntausender Schritten, bis zu einer Verkaufsmenge von 90.000.
| Auszeichnung | bis 24. September 1999 | bis 31. Dezember 2002 | bis 29. Juni 2023 | seit 30. Juni 2023 |
| ------------ | ---------------------- | --------------------- | ----------------- | ------------------ |
| Gold         | 250.000                | 150.000               | 100.000           | 75.000             |
| Platin       | 500.000                | 300.000               | 200.000           | 150.000            |
| 3× Gold      | 750.000                | 450.000               | 300.000           | 225.000            |
| 2× Platin    | 1.000.000              | 600.000               | 400.000           | 300.000            |
| …            |                        |                       |                   |                    |
| Diamant      | —                      | —                     | 750.000           | 750.000            |

| Auszeichnung | Verkäufe |
| ------------ | -------- |
| Gold         | 10.000   |
| Platin       | 20.000   |
| 3× Gold      | 30.000   |
| 2× Platin    | 40.000   |
| …            |          |

## Alben geordnet nach zertifizierten Tonträgerverkäufen
- Rang: gibt die Reihenfolge der Musikalben wieder. Diese wird durch die Höhe der „zertifizierten Verkäufe“ bestimmt.
- Jahr VÖ: das Jahr, in dem das Musikalbum erstmals veröffentlicht wurde.
- Jahr Ausz.: das Jahr, in dem letztmals eine Gold- und Platinauszeichnung erfolgte.
- Interpret: gibt wieder, welche Interpreten an dem Musikalbum beteiligt sind.
- Titel: gibt den Titel des Musikalbums wieder.
- Musiklabel: gibt an, unter welchem Musiklabel das Album ursprünglich erschien.
- Verkäufe: gibt die Höchstauszeichnung der verliehenen Gold- und Platinauszeichnungen sowie die Verkaufszahlen wieder.

| Rang | Jahr VÖ | Jahr Ausz. | Interpret                                    | Titel                                                               | Musiklabel          | Auszeichnung/Verkäufe                                                      |
| ---- | ------- | ---------- | -------------------------------------------- | ------------------------------------------------------------------- | ------------------- | -------------------------------------------------------------------------- |
| 1    | 2005    | 2007       | Katie Melua                                  | Piece by Piece                                                      | Dramatico           | 4× Platin (800.000+)                                                       |
| 2    | 2002    | 2004       | Norah Jones                                  | Come Away with Me                                                   | Blue Note Records   | 5× Gold (750.000+)                                                         |
| 3    | 2004    | 2006       | Norah Jones                                  | Feels Like Home                                                     | Blue Note Records   | 3× Platin (600.000+)                                                       |
| 3    | 2006    | 2015       | Roger Cicero                                 | Männersachen                                                        | Warner Music        | 3× Platin (600.000+)                                                       |
| 5    | 2003    | 2007       | Katie Melua                                  | Call Off the Search                                                 | Dramatico           | 2× Platin (400.000+)                                                       |
| 5    | 2005    | 2009       | Michael Bublé                                | It’s Time                                                           | Reprise Records     | 2× Platin (400.000+)                                                       |
| 7    | 2007    | 2009       | Roger Cicero                                 | Beziehungsweise                                                     | Warner Music        | 3× Gold (300.000+)                                                         |
| 7    | 2013    | 2018       | Gregory Porter                               | Liquid Spirit                                                       | EmArcy Records      | 3× Gold (300.000+)                                                         |
| 9    | 1981    | 1990       | Al Di Meola, John McLaughlin & Paco de Lucía | Friday Night in San Francisco                                       | Philips Records     | Gold (250.000+)                                                            |
| 10   | 2005    | 2014       | Michael Bublé                                | Caught in the Act                                                   | Reprise Records     | (200.000+) · • Album: Gold (100.000+) · • Videoalbum: 2× Platin (100.000+) |
| 10   | 2007    | 2007       | Norah Jones                                  | Not Too Late                                                        | Blue Note Records   | Platin (200.000+)                                                          |
| 10   | 2007    | 2008       | Michael Bublé                                | Call Me Irresponsible                                               | Reprise Records     | Platin (200.000+)                                                          |
| 10   | 2009    | 2010       | Roger Cicero                                 | Artgerecht                                                          | Warner Music        | Platin (200.000+)                                                          |
| 10   | 2009    | 2011       | Michael Bublé                                | Crazy Love                                                          | Reprise Records     | Platin (200.000+)                                                          |
| 10   | 2009    | 2012       | Melody Gardot                                | My One and Only Thrill                                              | Decca Records       | Platin (200.000+)                                                          |
| 16   | 2000    | 2001       | Manfred Krug & Charles Brauer                | Tatort – Die Songs                                                  | Warner Music        | Gold (150.000+)                                                            |
| 16   | 2001    | 2005       | Diana Krall                                  | The Look of Love                                                    | Verve Records       | Gold (150.000+)                                                            |
| 18   | 2003    | 2007       | Michael Bublé                                | Michael Bublé                                                       | Reprise Records     | Gold (100.000+)                                                            |
| 18   | 2003    | 2019       | Jamie Cullum                                 | Twentysomething                                                     | Verve Records       | Gold (100.000+)                                                            |
| 18   | 2004    | 2005       | Diana Krall                                  | The Girl in the Other Room                                          | Verve Records       | Gold (100.000+)                                                            |
| 18   | 2005    | 2019       | Jamie Cullum                                 | Catching Tales                                                      | Universal Music     | Gold (100.000+)                                                            |
| 18   | 2006    | 2012       | Till Brönner                                 | Oceana                                                              | Blue Note Records   | Gold (100.000+)                                                            |
| 18   | 2007    | 2013       | Till Brönner                                 | The Christmas Album                                                 | Blue Note Records   | Gold (100.000+)                                                            |
| 18   | 2008    | 2011       | Melody Gardot                                | Worrisome Heart                                                     | Decca Records       | Gold (100.000+)                                                            |
| 18   | 2009    | 2010       | Norah Jones                                  | The Fall                                                            | Blue Note Records   | Gold (100.000+)                                                            |
| 18   | 2009    | 2010       | Jamie Cullum                                 | The Pursuit                                                         | Decca Records       | Gold (100.000+)                                                            |
| 18   | 2010    | 2023       | Till Brönner                                 | At the End of the Day                                               | Island Records      | Gold (100.000+)                                                            |
| 18   | 2013    | 2013       | Michael Bublé                                | To Be Loved                                                         | Reprise Records     | Gold (100.000+)                                                            |
| 18   | 2014    | 2016       | Roger Cicero                                 | Was immer auch kommt                                                | Warner Music        | Gold (100.000+)                                                            |
| 18   | 2015    | 2017       | Roger Cicero                                 | Cicero Sings Sinatra – Live in Hamburg                              | Sony Music          | Gold (100.000+)                                                            |
| 31   | 1999    | 2025       | Diana Krall                                  | When I Look in Your Eyes                                            | Verve Records       | 4× Platin (80.000+)                                                        |
| 31   | 2016    | 2024       | Gregory Porter                               | Take Me to the Alley                                                | Blue Note Records   | 4× Platin (80.000+)                                                        |
| 33   | 2004    | 2005       | Till Brönner                                 | That Summer                                                         | Boutique Records    | 3× Platin (60.000+)                                                        |
| 34   | 1962    | 2002       | Nana Mouskouri                               | Nana Mouskouri in New York                                          | Polydor             | 5× Gold (50.000+)                                                          |
| 34   | 1998    | 2004       | Quadro Nuevo                                 | Luna Rossa                                                          | Fine Music          | 5× Gold (50.000+)                                                          |
| 34   | 2002    | 2005       | Till Brönner                                 | Blue Eyed Soul                                                      | Boutique Records    | 5× Gold (50.000+)                                                          |
| 34   | 2006    | 2006       | Quadro Nuevo                                 | Tango Bitter Sweet                                                  | Fine Music          | 5× Gold (50.000+)                                                          |
| 34   | 2015    | 2024       | Frank Sinatra                                | Ultimate Sinatra: The Centennial Collection                         | Universal Music     | 5× Gold (50.000+)                                                          |
| 39   | 1997    | 1998       | Pat Metheny                                  | Imaginary Day                                                       | Warner Music        | 2× Platin (40.000+)                                                        |
| 39   | 1997    | 2025       | Diana Krall                                  | Love Scenes                                                         | Impulse! Records    | 2× Platin (40.000+)                                                        |
| 39   | 2004    | 2004       | Quadro Nuevo                                 | Mocca flor                                                          | Fine Music          | 2× Platin (40.000+)                                                        |
| 39   | 2006    | 2007       | Götz Alsmann & WDR Big Band                  | Winterwunderwelt                                                    | Roof Music          | 2× Platin (40.000+)                                                        |
| 39   | 2006    | 2025       | Madeleine Peyroux                            | Half the Perfect World                                              | EmArcy Records      | 2× Platin (40.000+)                                                        |
| 39   | 2016    | 2016       | Till Brönner                                 | The Good Life                                                       | Sony Music          | 2× Platin (40.000+)                                                        |
| 39   | 2021    | 2022       | Till Brönner                                 | Christmas                                                           | Masterworks Records | 2× Platin (40.000+)                                                        |
| 46   | 2005    | 2007       | Götz Alsmann                                 | Kuss                                                                | Boutique Records    | 3× Gold (30.000+)                                                          |
| 46   | 2011    | 2012       | Götz Alsmann                                 | In Paris                                                            | Blue Note Records   | 3× Gold (30.000+)                                                          |
| 46   | 2011    | 2012       | Wynton Marsalis & Eric Clapton               | Play the Blues: Live from Jazz at Lincoln Center                    | Reprise Records     | 3× Gold (30.000+)                                                          |
| 46   | 2017    | 2025       | Diana Krall                                  | Turn Up the Quiet                                                   | Verve Records       | 3× Gold (30.000+)                                                          |
| 50   | 1994    | 2023       | Nina Simone                                  | Feeling Good – The Very Best Of                                     | Mercury Records     | Platin (20.000+)                                                           |
| 50   | 1997    | 2005       | Bugge Wesseltoft                             | It’s Snowing on My Piano                                            | ACT                 | Platin (20.000+)                                                           |
| 50   | 1999    | 2002       | Quadro Nuevo                                 | Buongiorno Tristezza                                                | Fine Music          | Platin (20.000+)                                                           |
| 50   | 2000    | 2003       | Quadro Nuevo                                 | CinéPassion                                                         | Fine Music          | Platin (20.000+)                                                           |
| 50   | 2001    | 2001       | Marcus Miller                                | M²                                                                  | Dreyfus Records     | Platin (20.000+)                                                           |
| 50   | 2002    | 2002       | Nils Landgren                                | Sentimental Journey – Ballads II                                    | ACT                 | Platin (20.000+)                                                           |
| 50   | 2002    | 2002       | Pat Metheny                                  | Speaking of Now                                                     | Warner Music        | Platin (20.000+)                                                           |
| 50   | 2002    | 2003       | Quadro Nuevo                                 | Canzone della Strada                                                | Fine Music          | Platin (20.000+)                                                           |
| 50   | 2003    | 2003       | Klazz Brothers & Cuba Percussion             | Jazz Meets Cuba                                                     | Sony Music          | Platin (20.000+)                                                           |
| 50   | 2003    | 2003       | Pat Metheny                                  | One Quiet Night                                                     | Warner Music        | Platin (20.000+)                                                           |
| 50   | 2004    | 2004       | Nils Landgren Funk Unit                      | Funky Abba                                                          | ACT                 | Platin (20.000+)                                                           |
| 50   | 2005    | 2005       | Esbjörn Svensson Trio                        | Viaticum                                                            | ACT                 | Platin (20.000+)                                                           |
| 50   | 2006    | 2006       | Nils Landgren                                | Christmas with My Friends                                           | ACT                 | Platin (20.000+)                                                           |
| 50   | 2006    | 2006       | Randy Crawford                               | Feeling Good                                                        | EmArcy Records      | Platin (20.000+)                                                           |
| 50   | 2005    | 2006       | Tom Gaebel                                   | Introducing: Myself                                                 | Edel Records        | Platin (20.000+)                                                           |
| 50   | 2005    | 2007       | Nils Landgren, Joe Sample & Ray Parker, Jr.  | Creole Love Call                                                    | ACT                 | Platin (20.000+)                                                           |
| 50   | 2005    | 2012       | Pat Metheny Group                            | The Way Up                                                          | Nonesuch Records    | Platin (20.000+)                                                           |
| 50   | 2006    | 2006       | Esbjörn Svensson Trio                        | Tuesday Wonderland                                                  | ACT                 | Platin (20.000+)                                                           |
| 50   | 2007    | 2007       | Tom Gaebel                                   | Good Life                                                           | Edel Records        | Platin (20.000+)                                                           |
| 50   | 2007    | 2007       | Nils Landgren Funk Unit                      | Licence to Funk                                                     | ACT                 | Platin (20.000+)                                                           |
| 50   | 2007    | 2007       | Götz Alsmann                                 | Mein Geheimnis                                                      | Blue Note Records   | Platin (20.000+)                                                           |
| 50   | 2007    | 2008       | Stacey Kent                                  | Breakfast on the Morning Tram                                       | Blue Note Records   | Platin (20.000+)                                                           |
| 50   | 2007    | 2010       | Manu Katché                                  | Playground                                                          | ECM Records         | Platin (20.000+)                                                           |
| 50   | 2008    | 2008       | Esbjörn Svensson Trio                        | Leucocyte                                                           | ACT                 | Platin (20.000+)                                                           |
| 50   | 2008    | 2009       | Nils Landgren                                | Christmas with My Friends II                                        | ACT                 | Platin (20.000+)                                                           |
| 50   | 2008    | 2009       | Max Raabe & Palast Orchester                 | Heute Nacht oder nie – Live in New York – Das Carnegie Hall Konzert | SPV                 | Platin (20.000+)                                                           |
| 50   | 2008    | 2009       | Quadro Nuevo                                 | Weihnacht                                                           | Fine Music          | Platin (20.000+)                                                           |
| 50   | 2010    | 2011       | Quadro Nuevo                                 | Grand Voyage                                                        | Fine Music          | Platin (20.000+)                                                           |
| 50   | 2011    | 2023       | Tingvall Trio                                | Vägen                                                               | Skip Records        | Platin (20.000+)                                                           |
| 50   | 2012    | 2012       | Nils Landgren                                | Christmas with My Friends III                                       | ACT                 | Platin (20.000+)                                                           |
| 50   | 2012    | 2013       | Max Mutzke                                   | Durch Einander                                                      | Columbia Records    | Platin (20.000+)                                                           |
| 50   | 2014    | 2015       | Manfred Krug & Uschi Brüning                 | Auserwählt                                                          | Edel Records        | Platin (20.000+)                                                           |
| 50   | 2014    | 2015       | Keith Jarrett & Charlie Haden                | Last Dance                                                          | ECM Records         | Platin (20.000+)                                                           |
| 50   | 2015    | 2015       | Kamasi Washington                            | The Epic                                                            | Brainfeeder         | Platin (20.000+)                                                           |
| 50   | 2015    | 2015       | Quadro Nuevo                                 | Tango                                                               | Fine Music          | Platin (20.000+)                                                           |
| 50   | 2016    | 2020       | Klaus Doldinger                              | Doldinger                                                           | Warner Music        | Platin (20.000+)                                                           |
| 50   | 2017    | 2019       | Götz Alsmann                                 | In Rom                                                              | Blue Note Records   | Platin (20.000+)                                                           |
| 50   | 2018    | 2018       | Till Brönner & Dieter Ilg                    | Nightfall                                                           | Sony Music          | Platin (20.000+)                                                           |
| 50   | 2020    | 2022       | Till Brönner & Bob James                     | On Vacation                                                         | Masterworks Records | Platin (20.000+)                                                           |
| 50   | 2020    | 2023       | Melody Gardot                                | Sunset in the Blue                                                  | Decca Records       | Platin (20.000+)                                                           |